# Morton DaCosta
Morton DaCosta (bürgerlich Morton Tecosky; * 7. März 1914 in Philadelphia, Pennsylvania; † 26. Januar 1989 in Redding, Connecticut) war ein US-amerikanischer Dramaturg, aber auch Filmregisseur, Filmproduzent und Schauspieler.

## Leben
DaCosta absolvierte die Temple University und die University of Pennsylvania, mit dem späteren Berufsziel, es beim Theater zu versuchen.
Zunächst fand er 1937 in einem Theater in Dayton (Pennsylvania) eine erste Anstellung als Schauspieler und feierte im November 1942 sein Debüt am Broadway. Mitte der 1940er Jahre wechselte DaCosta die Seite und fungierte zunächst als Arrangeur und ab 1954 als Theaterregisseur. Sein bekanntestes Theaterstück war das Musical The Music Man von 1957, für das er ein Jahr später den Tony Award bekam. Auch erhielt er 1958 ein Ehrendoktorat der Temple University.
Ebenfalls 1958 stand DaCosta bei der Filmkomödie Die tolle Tante zum ersten Mal als Regisseur hinter einer Filmkamera. Wenngleich seine Karriere beim Film nur drei Spielfilme umfasst, hatte er mit der Wahl seiner Werke Glück. So adaptierte er 1962 das Theaterstück The Music Man in einen Spielfilm und wurde 1963 sowohl für den Oscar in der Kategorie Bester Film als auch für den Golden Globe Award nominiert. Doch schon 1963 beendete DaCosta den Exkurs in die Welt des Films und kehrte an den Broadway zurück.
DaCosta arbeitete bis zu seinem Ruhestand im Jahr 1986 als Regisseur für das Theater. Er starb drei Jahre später, im Alter von 74 Jahren, an Herzversagen.